# Kentish Municipality
Koordinaten: 41° 23′ S, 146° 19′ O

Die Kentish Municipality ist ein lokales Verwaltungsgebiet (LGA) im australischen Bundesstaat Tasmanien. Das Gebiet ist 1187 km² groß und hat etwa 6100 Einwohner (2016).
Kentish liegt im zentralen Norden der tasmanischen Insel etwa 190 Kilometer nordwestlich der Hauptstadt Hobart. Das Gebiet umfasst 26 Ortsteile und Ortschaften: Barrington, Lower Barrington, Beulah, Lower Betilah, Cethana, Claude Road, Cowrie Park, Cradle Mountain, Erriba, West Kentish, Lake Barrington, Lorinna, Merseylea, Middlesex, Moina, Nook, Paradise, Promised Land, Railton, Roland, Sheffield, Staverton, Stoodley, Sunnyside, Wilmot und Lower Wilmot. Der Sitz des Councils befindet sich in Sheffield in der Nordosthälfte der LGA, wo etwa 1100 Einwohner leben (2016).

## Verwaltung
Der Kentish Council hat neun Mitglieder. Der Mayor (Bürgermeister), sein Deputy (Stellvertreter) und sieben Councillor werden direkt von den Bewohnern der LGA gewählt. Kentish ist nicht in Bezirke untergliedert.